# فستوكة متباينة الأوراق
الفستوكة متباينة الأوراق نوع نباتي يتبع جنس الفستوكة من الفصيلة النجيلية.

## الوصف النباتي
النبات عشبي معمر.